# Dystrykt Anjozorobe
Anjozorobe – dystrykt Madagaskaru z siedzibą w Anjozorobe, wchodzący w skład regionu Analamanga.

## Demografia
W 1993 roku dystrykt zamieszkiwało 114 040 osób. W 2011 liczbę jego mieszkańców oszacowano na 167 839.

## Podział administracyjny
W skład dystryktu wchodzi 12 gmin (kaominina):
- Alakamisy
- Ambatomanoina
- Amboasary
- Ambohibary
- Ambongamarina
- Analaroa
- Anjozorobe
- Antanetibe
- Beronono
- Betatao
- Mangamila
- Marotsipoy